# 郁洲街道
郁洲街道是中华人民共和国江苏省连云港市海州区下辖的一个街道办事处。
2016年，连云港市人民政府批复同意设立郁洲街道办事处，辖原新东街道河滨、淮海、东苑高新三个社区。

## 行政区划
郁洲街道下辖以下村级行政区划单位：
东苑社区、淮海社区和河滨社区。